# Акраб (острів)
Акра́б — невеликий острів в Червоному морі в архіпелазі Дахлак, належить Еритреї, адміністративно відноситься до району Дахлак регіону Семіен-Кей-Бахрі.

## Географія
Розташований на південний схід від острова Мартабан та південний захід від острова Дуланкібат. Має видовжену вузьку форму, довжина острова 1,5 км, ширина не перевищу 85 м. З усіх сторін острів облямований піщаними мілинами.